# Barb Wire
Barb Wire (v anglickém originále Barb Wire) je americký film z roku 1996, vycházející ze stejnojmenného komiksu. Snímek režíroval David Hogan a hlavní úlohu v něm ztvárnila herečka Pamela Anderson, která v té době slavila úspěchy jako herečka televizního seriálu Pobřežní hlídka, ale toužila se herecky posunout a věnovat se hraným filmům.

## Děj
Film se odehrává – z pohledu doby natáčení – v blízké budoucnosti a popisuje situaci, kdy americký Kongres v roce 2019 získal absolutní moc a tvrdě potlačoval neamerické obyvatelstvo. Hrdinka Barb Wire, někdejší válečnice a současná majitelka baru ve Steel Harbor, posledním volném území Spojených států amerických, pomáhá uniknout skupině lidí z území ovládaného příznivci Kongresu.
Děj filmu a postavy v něm kopírují film Casablanca.